# Michael Wurm
Michael Wurm (* 5. Oktober 1945 in Welschen Ennest; † 1. September 2016 in Russe, Bulgarien) war ein deutscher Jurist, der von 1988 bis 2008 Richter am Bundesgerichtshof war.

## Leben
Michael Wurm bestand im Jahre 1965 am Gymnasium Theodorianum in Paderborn das Abitur, schloss seine anschließende juristische Ausbildung mit dem Zweiten Juristischen Staatsexamen im Jahre 1972 ab und promovierte zu einem rechtshistorischen Thema an der Universität Münster. Noch im gleichen Jahr begann seine Karriere im Justizdienst. Zunächst wurde er am Landgericht Paderborn und am Amtsgericht Essen tätig, bevor er 1975 zum Richter am Landgericht Paderborn ernannt wurde. 1977 bis 1980 wurde Michael Wurm als wissenschaftlicher Mitarbeiter an den Bundesgerichtshof abgeordnet. 1981 erfolgte die Ernennung zum Richter am Oberlandesgericht Hamm und 1988 die Ernennung zum Richter am Bundesgerichtshof. Am Bundesgerichtshof war er, bis er mit Ablauf des Jahres 2008 auf Antrag vorzeitig in den Ruhestand versetzt wurde, im III. Zivilsenat des Bundesgerichtshofes tätig. Zuletzt war er stellvertretender Vorsitzender des Senates.
Michael Wurm prägte wesentlich die Rechtsprechung zu Amtshaftungs- und Entschädigungsansprüchen im öffentlichen Baurecht, so zur Haftung von Gemeinden bei Altlasten auf Grundstücken oder zum „geschützten Dritten“ bei der Erteilung von Baugenehmigungen. Er war maßgeblich an der Entwicklung der Rechtsprechung zum Staatshaftungsgesetz der DDR und an den ersten Grundlagen zur Entwicklung der Rechtsprechung zu § 839a BGB beteiligt. Aus seiner Feder stammt die Vorlage zum Vorabentscheidungsverfahren vor dem Europäischen Gerichtshof in dem Fall Brasserie du Pêcheur.
Wurm kommentierte im Staudinger, einem Gesetzeskommentar zum Bürgerlichen Gesetzbuch, die §§ 839 und 839a BGB.
Er erlag am 1. September 2016 in Russe (Bulgarien) den Folgen einer plötzlichen Erkrankung während einer Donaukreuzfahrt.